# Dave Brubeck

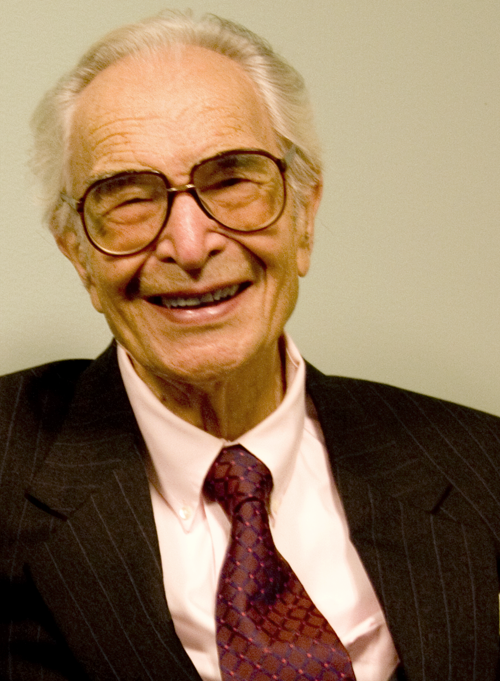
Dave Brubeck in New York im März 2008

David Warren „Dave“ Brubeck (* 6. Dezember 1920 in Concord, Kalifornien; † 5. Dezember 2012 in Norwalk, Connecticut) war ein US-amerikanischer Jazzpianist, Komponist und Bandleader. Er leitete mit seinem Quartett eine der langlebigsten und erfolgreichsten Combos des Modern Jazz und eroberte dem Jazz mit der intellektuellen Mittelschicht ein neues Publikum. In seinen Stücken verband er Jazz sowohl mit europäischer Konzertmusik als auch mit außereuropäischer Musik. In Brubecks Klavierspiel nahmen Blockakkorde und im rhythmischen Aufbau seiner Stücke ungerade Taktarten einen großen Raum ein.

## Leben und Wirken

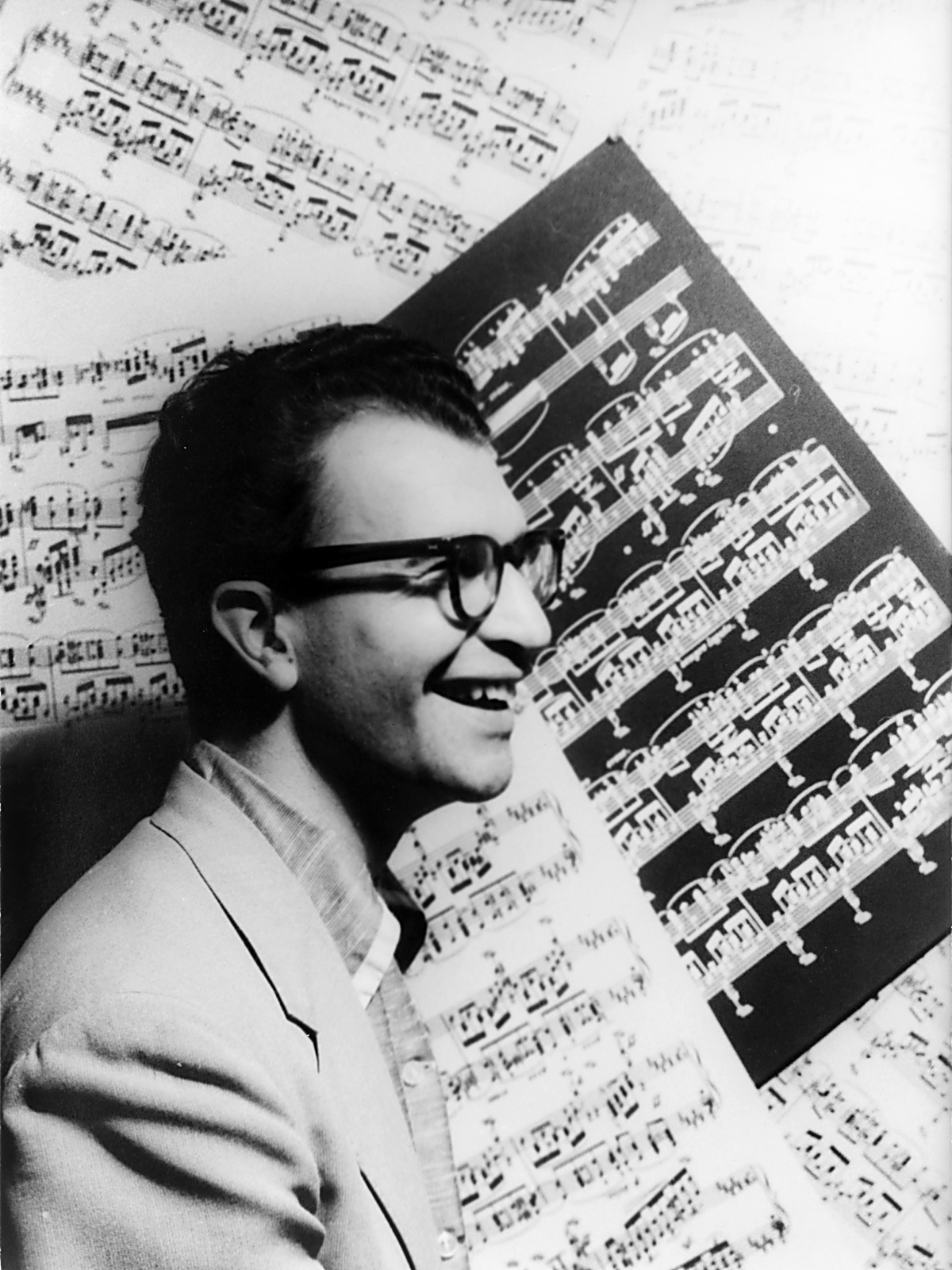
Dave Brubeck, 8. Oktober 1954
Fotografie von Carl Van Vechten

Brubeck wuchs auf einer Farm auf, sein Vater war Viehzüchter. In der Jazz-Filmreihe von Ken Burns sagte er scherzhaft, sein Jugendtraum sei gewesen, dass das von ihm gehütete Vieh den Tourbus des Benny-Goodman-Orchesters stoppen würde, sodass er ihm vorspielen könnte. Seine ersten Musikkontakte hatte er zur Country Music. Brubecks Mutter hatte in England mit dem Ziel, Konzertpianistin zu werden, Klavier studiert und war mit Henry Cowell bekannt. Sie unterrichtete auch nebenbei Klavier; ab dem vierten Lebensjahr auch Dave, der außerdem Cello lernte. Brubeck war nicht besonders daran interessiert, nach einer bestimmten Methode zu lernen, sondern wollte eher seine eigenen Melodien schaffen – dadurch lernte er nie, vom Blatt zu spielen.
Brubeck studierte erst Tiermedizin und wechselte 1941 zur Musik. Er studierte zunächst am College of Pacific, wo er auch ein Orchester leitete. 1942 wechselte er auf das Mills College. Als einer seiner Professoren aus seinem schlechten Blattspiel schloss, dass er offenbar keine Noten lesen könne, wurde er beinahe vom College ausgeschlossen. Mehrere seiner Professoren setzten sich für ihn ein und wiesen auf seine Fähigkeiten in Kontrapunkt und Harmonielehre hin. Da die Schule fürchtete, dass es zu einem Skandal kommen könnte, gewährte sie ihm angeblich den Abschluss nur gegen sein Versprechen, nie selbst zu unterrichten.
1942 wurde er in die US Army eingezogen und heiratete. Zu Beginn seines Militärdienstes hatte er Gelegenheit, an der University of California Vorlesungen bei Arnold Schönberg zu besuchen. Dann diente er in George Pattons Dritter Armee während der Ardennenschlacht (1944/45). Ein Oberst beauftragte ihn und zwei weitere Musiker, eine Band zusammenzustellen. Er wählte dafür kurzfristig vor allem afroamerikanische Musiker und gewann schnell Bekanntheit und Anerkennung. Nach drei Jahren Militärdienst kehrte er zum Mills College zurück und studierte 1946 ein halbes Jahr bei Darius Milhaud, der ihn ermutigte, sich nicht nur mit klassischem Klavier, sondern auch mit Kontrapunkt und Arrangement zu beschäftigen. Milhaud charakterisierte ihn als „Einzelgänger, der seinem eigenen, unkonventionellen Weg folgte, entsprechend einem inneren Drang, der ihm keine Ruhe ließ.“ Außerdem wandte er seine Aufmerksamkeit wieder dem Jazz zu.
Noch als Student startete Brubeck ein Oktett, unter anderem mit Cal Tjader und Paul Desmond. Das Oktett The Jazz Workshop Ensemble war sehr experimentierfreudig, machte aber nur wenige Aufnahmen und bekam sehr wenig Auftrittsmöglichkeiten. Ein wenig entmutigt startete Brubeck 1949 mit zwei Mitgliedern ein Trio, das er 1951 mit Desmond zum Quartett erweiterte. Dieses spielte mehrere Jahre lang ausschließlich Jazz-Standards. Ein erster Erfolg war sein Auftritt im Oberlin College 1953, später veröffentlicht als Jazz at Oberlin. 1954 erschien Brubeck als erster Musiker nach Louis Armstrong auf einem Titelbild von Time; er wurde in zahlreichen Polls ausgezeichnet.
1951 formierte er das Dave Brubeck Quartet mit Joe Dodge am Schlagzeug, Bob Bates am Bass, Paul Desmond am Saxophon und ihm selbst am Klavier. Mitte der 1950er Jahre ersetzte er Bates und Dodge durch Eugene Wright und Joe Morello. In den späten 1950er Jahren sagte Brubeck mehrere Konzerte ab, weil der Clubbesitzer von ihm verlangte, einen anderen Bassisten als den Afroamerikaner Eugene Wright zu suchen. Er sagte auch mehrere Fernsehauftritte ab, als er herausfand, dass man vorhatte, Wright nicht ins Bild zu bringen (→ Rassismus in den Vereinigten Staaten).
1959 führte er den Dialogue for Jazz Combo and Symphony seines Bruders Howard mit Leonard Bernstein und dem New York Philharmonic Orchestra auf. 1959 brachte das Quartett das Album „Time Out“ heraus, das von ihrem Musiklabel zwar enthusiastisch aufgenommen, aber trotzdem nur widerstrebend veröffentlicht wurde: Es enthielt ausschließlich Originalkompositionen, und nur eine von ihnen (Strange Meadow Lark) stand durchgängig im üblichen Viervierteltakt. Trotzdem erreichte die Platte schnell Platin-Status. 1961 nahm er mit Louis Armstrong, Jon Hendricks, Dave Lambert, Annie Ross und Carmen McRae Stücke des Musicals The Real Ambassador auf und gab ein Konzert an der Berliner Mauer. Auf den Berliner Jazztagen 1964 führte er seine Elementals für Quartett und Symphonie-Orchester auf. Am 14. April 1964 gab er im Weißen Haus bei einem Staatsbankett ein Konzert für US-Präsident Lyndon B. Johnson und König Hussein I. von Jordanien.

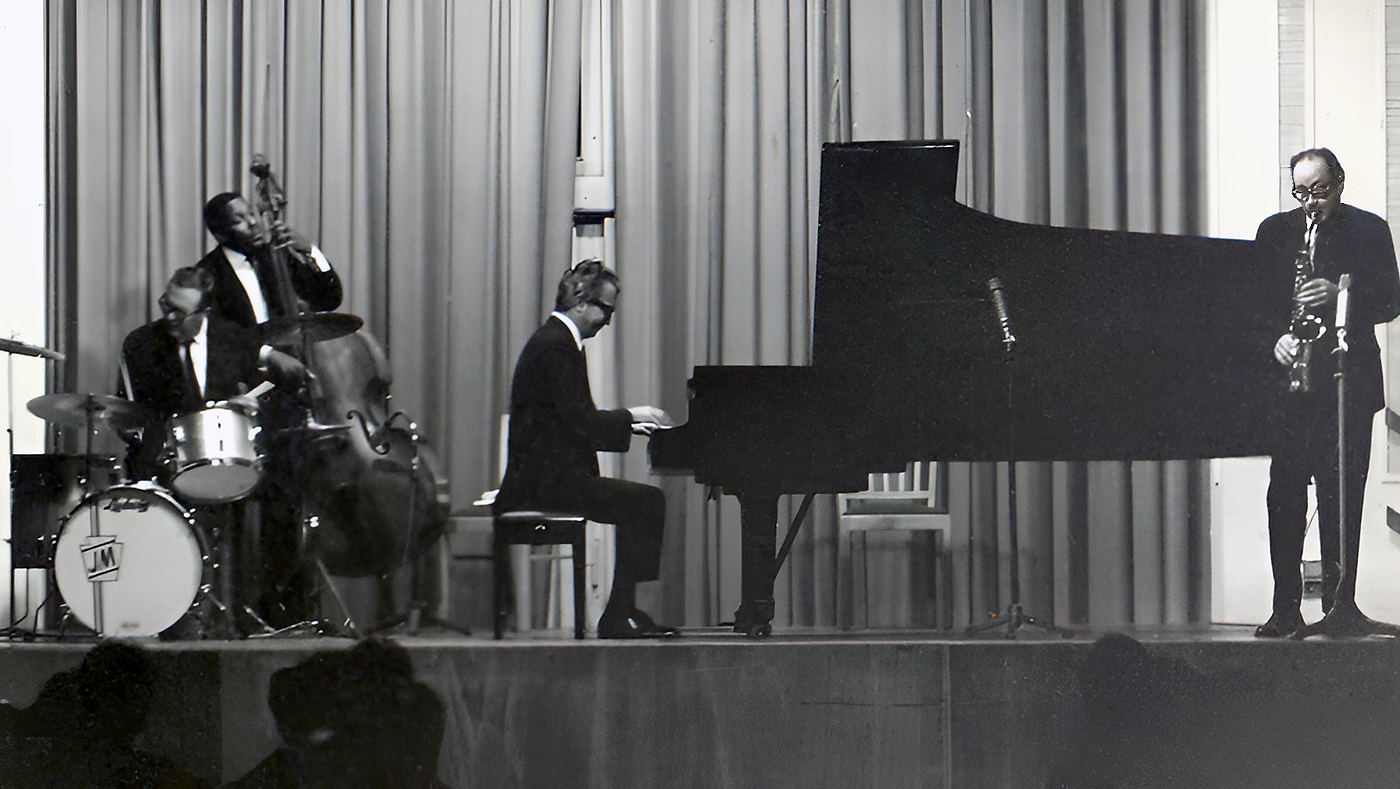
Dave Brubeck, Quartett, 1967

Das erste Brubeck-Quartett trennte sich 1967; Brubeck trat ab 1968 mit Gerry Mulligan auf, mit dem er auch Aufnahmen machte. Parallel bildete Brubeck eine neue Gruppe mit Perry Robinson bzw. Jerry Bergonzi als Bläser und mit seinen drei Söhnen Dan am Schlagzeug, Darius am Bass und Chris am Keyboard. 1972 erneuerte er die Zusammenarbeit mit Paul Desmond. 1975/76 gaben sie eine Reihe von Reunion-Konzerten mit dem klassischen Quartett und Mulligan als gelegentlichem Gast. Nach Desmonds Tod im Mai 1977 machten Mulligan und Brubeck die nächsten sechs Jahre gemeinsame Aufnahmen.
1980 wurde Brubeck Katholik. Er bezeichnete diesen Schritt nicht als Konversion, sondern als Anfang eines ernsthaften religiösen Bekenntnisses. Die unmittelbare Anregung dazu dürfte seine Arbeit an der Messkomposition To Hope gewesen sein. Er erhielt den Auftrag dazu vom amerikanischen Redakteur Ed Murray, Herausgeber der katholischen Wochenzeitschrift Our Sunday Visitor.
Brubeck beschäftigte sich auch mit der Musik der nordamerikanischen Indianer. Er gab in etwa 80 Städten pro Jahr Konzerte, davon üblicherweise im Frühling in 20 europäischen. In den letzten Jahren gehörten der Altsaxophonist Bobby Militello, der Bassist Michael Moore (der Alec Dankworth und Jack Six ersetzte) und der Schlagzeuger Randy Jones zu seinem Quartett. Seit 2006 gab Dave Brubeck in Europa keine Konzerte mehr.
Brubeck komponierte Jazzstandards wie In Your Own Sweet Way oder The Duke. Einige seiner Stücke stehen in ungewöhnlichen Taktarten: Pick Up Sticks in sechs Viertel, Unsquare Dance in sieben Viertel und Blue Rondo A La Turk in neun Achtel; sein langjähriger musikalischer Partner Paul Desmond schrieb das sicherlich berühmteste Stück des Dave-Brubeck-Quartetts, Take Five im Fünfvierteltakt. Daneben beschäftigte er sich auch mit dem Schreiben von Werken des Third Stream und anderen aufwändig geschichteten Kompositionen. Neben sinfonischen und kammermusikalischen Werken, etwa für das Brodsky Quartet, komponierte er auch Oratorien, Ballettmusiken und geistliche Musik (To Hope! A Celebration).
Drei Jahre vor seinem Tod nahm er für seine Enkelkinder arrangierte Solo-Klavier-Wiegenlieder im Studio auf, darunter neben Jazz-Standards fünf bislang unbekannte Originalstücke von ihm selbst. Auf Wunsch seiner Söhne kamen diese als Album Lullabies Anfang November 2020 auf dem Label Verve Forecast heraus.

## Privatleben
Seine Ehefrau Iola (geb. Iola Marie Whitlock, * 14. August 1923, † 12. März 2014) heiratete Dave 1942. Von ihren sechs Kindern wurden Darius, Chris, Dan und Matt ebenfalls professionelle Musiker. Dave Brubeck starb am 5. Dezember 2012 – einen Tag vor seinem 92. Geburtstag – im Norwalk Hospital nach Herzversagen.

## Auszeichnungen und Ehrungen
Dave Brubeck erhielt 1996 in einer international ausgestrahlten Grammy Awards Show den Ehrenpreis für sein Lebenswerk. Daneben erhielt er in seinem Leben weitere Auszeichnungen, darunter einen Stern auf dem Hollywood Walk of Fame, den Ehrendoktorgrad sechs amerikanischer Universitäten, den Ehrengrad der Universität Nottingham (England), den Ehrendoktor der Universität Freiburg (Schweiz) und den Ehrendoktor der Universität Duisburg. 1994 verlieh ihm Bill Clinton die National Medal of Arts. Im Februar 2006 wurde der Asteroid (5079) Brubeck nach ihm benannt. Im Dezember 2009 wurde Brubeck von Präsident Barack Obama der Preis des Kennedy Centers in Washington überreicht. Anlässlich von Brubecks neunzigstem Geburtstag fand 2010 die Premiere des Dokumentarfilms Dave Brubeck – In His Own Sweet Way statt, den Clint Eastwood produzierte und bei dem Bruce Ricker Regie führte. 2011 wurde Brubeck in die American Academy of Arts and Sciences gewählt.
Mit der Gründung des Brubeck Institute, das sich für die Verbreitung moderner Musikstile einsetzt, ehrte die University of the Pacific Dave Brubeck als Namensgeber ihres Departments für Jazz Studies. Neben einer Brubeck Summer Jazz Colony veranstaltet man dort jährlich ein kleines zweitägiges Brubeck Festival.

## Diskografie (Auswahl)

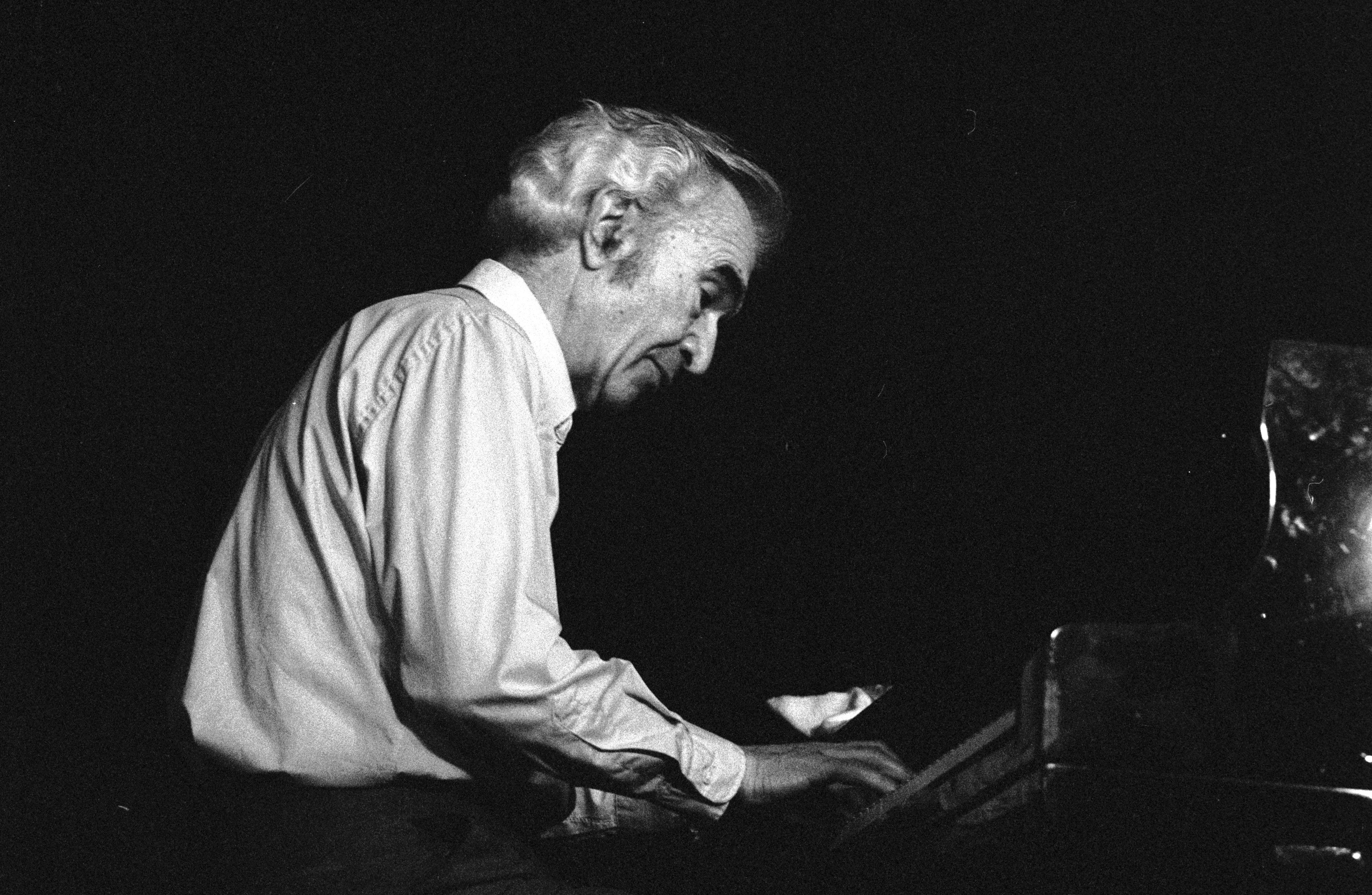
Dave Brubeck 1990 in Deauville

- The Dave Brubeck Octet (1947–1948)
- Dave Brubeck Trio Featuring Cal Tjader (1949–1950)
- Dave Brubeck/Paul Desmond (1951–1953)
- Jazz at Oberlin (1953)
- Jazz at College of the Pacific (1953)
- Brubeck Time (1955, The Dave Brubeck Quartet)
- Brubeck plays Brubeck (1956, Solo Piano)
- All-Time Greatest Hits (1956–1965)
- Jazz Impressions of the U.S.A. (1957, Dave Brubeck Quartet Featuring Paul Desmond)
- Dave Brubeck Plays and Plays and ... (1957, Solo Piano)
- Dave Digs Disney (1957, The Dave Brubeck Quartet)
- Jazz Impressions of Eurasia (1958, The Dave Brubeck Quartet)
- Time Out (1959, The Dave Brubeck Quartet)
- Gone with the Wind (1960, The Dave Brubeck Quartet)
- Southern Scene (1960, Dave Brubeck Quartet, Trio and Duo)
- Bernstein Plays Brubeck Plays Bernstein (1960, The New York Philharmonic with the Dave Brubeck Quartet conducted by Leonard Bernstein)
- The Real Ambassadors (1961, mit Louis Armstrong)
- Near Myth (1961, mit Bill Smith)
- Time Further Out (1961, The Dave Brubeck Quartet)
- Tony Bennett/Dave Brubeck: The White House Sessions Live 1962 (Columbia/RPM/Legacy, ed. 2013)
- Countdown: Time in Outer Space (1962, The Dave Brubeck Quartet)
- Bossa Nova U.S.A. (1963, The Dave Brubeck Quartet)
- The Dave Brubeck Quartet at Carnegie Hall (1963)
- Brandenburg Gate: Revisited (1963, The Dave Brubeck Quartet)
- Time Changes (1964, The Dave Brubeck Quartet)
- Jazz Impressions of Japan (1964, The Dave Brubeck Quartet)
- Jazz Impressions of New York (1964, The Dave Brubeck Quartet)
- Angel Eyes (1965, Dave Brubeck Quartet)
- My Favorite Things (1965, Dave Brubeck Quartet)
- Time In (1966)
- Anything Goes! The Dave Brubeck Quartet Plays Cole Porter (1967)
- Bravo! Brubeck! (1967, The Dave Brubeck Quartet, Live in Mexico)
- Blues Roots (1970, mit Gerry Mulligan)
- All the Things We Are (1973–1974, mit Anthony Braxton und Lee Konitz)
- Brubeck and Desmond 1975: The Duets (1975)
- Reflections (1985)
- New Wine (1987)
- Just You, Just Me (1994, Solo Piano)
- A Dave Brubeck Christmas (1996, Solo Piano)
- One Alone (2000, Solo Piano)
- Private Brubeck Remembers (2004, Solo Piano)
- Lullabies (2020, Solo Piano)

## Auszeichnungen für Musikverkäufe
| 2× Goldene Schallplatte - Frankreich - 1994: für das Album Time Out |

Anmerkung: Auszeichnungen in Ländern aus den Charttabellen bzw. Chartboxen sind in ebendiesen zu finden.
| Land/RegionAuszeichnungen für Musikverkäufe (Land/Region, Auszeichnungen, Verkäufe, Quellen) | Gold     | Platin | Verkäufe | Quellen         |
| -------------------------------------------------------------------------------------------- | -------- | ------ | -------- | --------------- |
| Frankreich (SNEP)                                                                            | 2× Gold2 | —      | 200.000  | snepmusique.com |
| Vereinigte Staaten (RIAA)                                                                    | Gold1    | —      | 500.000  | riaa.com        |
| Insgesamt                                                                                    | 3× Gold3 | —      |          |                 |

## Filmaufnahmen auf DVD
- Dave Brubeck – Live in ’64&’66 (Schwarz-Weiß, Belgien 1964, Deutschland 1966)
- Dave Brubeck & Paul Desmond – Take Five (Mono, San Francisco 1961, New York 1962 und Kalifornien 1975)
- Bruce Ricker: In His Own Sweet Way (2010)[12]
- Filmmusik für den Agatha-Christie-Spielfilm ’Ordeal by innocence’ (1984)